# Coleophora griseicornella
Coleophora griseicornella é uma espécie de mariposa do gênero Coleophora pertencente à família Coleophoridae.